# Trino (Italia)
Trino es una localidad y municipio italiano de la provincia de Vercelli, región de Piamonte, con 7.345 habitantes.

## Evolución demográfica

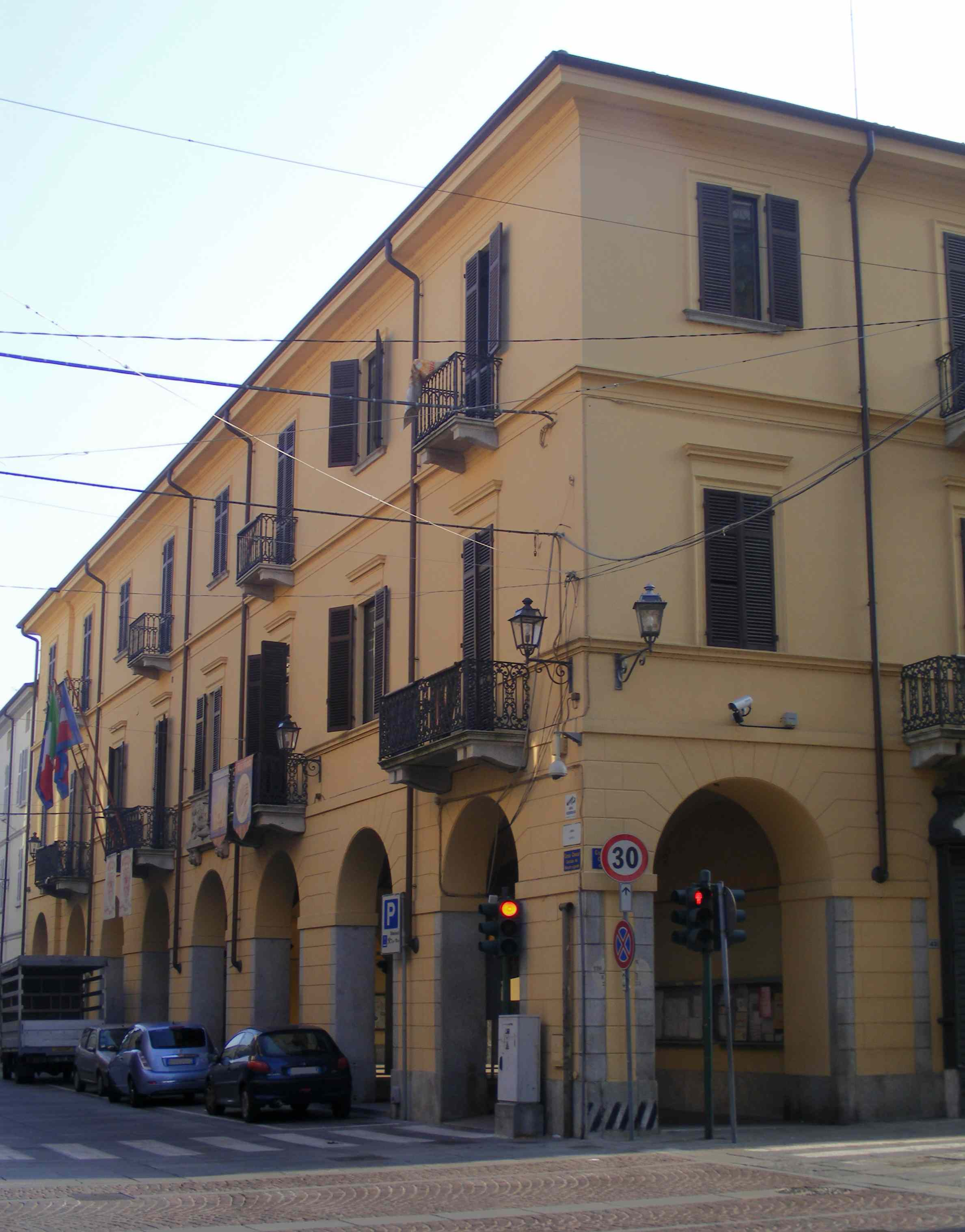
Ayuntamiento

| Gráfica de evolución demográfica de Trino entre 1861 y 2014 |
|                                                             |
| Fuente ISTAT - elaboración gráfica de Wikipedia             |